# W związku z muzyką
W związku z muzyką – album Sobla wydany przez wytwórnię muzyczną Def Jam Recordings Poland, 22 sierpnia 2024 roku.
Sobel tłumaczy, że album to „podróż przez szeroką gamę uczuć – od bezwarunkowej miłości do muzyki po nienawiść do marihuany. To również całkowicie nowe perspektywy i najprawdziwsze przyjaźnie oraz ostatnie podrygi undergroundu i idealnego nieideału”.

## Lista utworów
1. „Pinky Ringi”
2. „Asystent niekratywny”
3. „Własny film”
4. „Czerwone światło”
5. „Niech boli”
6. „Przymiarki księcia” (gośc. Szpaku)
7. „Jak mam to nazwać”
8. „Sextape” (gośc. Oki)
9. „One tylko kłamią”
10. „Piękni ludzie”
11. „Listy do M”
12. „Muszę to wykrzyczeć” (gośc. Oki)
13. „Mięso” (gośc. White 2115)
14. „Sierra Papa”
15. „Darkskin białas” (gośc. Malik Montana)
16. „Mama powtarzała”
17. „Antisuk”
18. „To moja wina” (gośc. Białas)
19. „Boże”
20. „Zaufaj mi”
21. „Tak wyszło”
22. „W związku z muzyką”

## Pozycje na listach sprzedaży
| Kraj   | Lista (2024)             | Najwyższa pozycja |
| ------ | ------------------------ | ----------------- |
| Polska | OLiS – albumy            | 1                 |
| Polska | OLiS – albumy fizycznie  | 1                 |
| Polska | OLiS – albumy w streamie | 3                 |
| Polska | OLiS – albumy – winyle   | 2                 |

| Kraj                     | Lista (2024) | Pozycja |
| ------------------------ | ------------ | ------- |
| Polska ·                 |              |         |
| OLiS – albumy            | 46           |         |
| OLiS – albumy fizycznie  | 52           |         |
| OLiS – albumy w streamie | 94           |         |

## Certyfikaty i sprzedaż
| Kraj          | Certyfikat      | Sprzedaż | Data             |
| ------------- | --------------- | -------- | ---------------- |
| Polska (ZPAV) | platynowa płyta | 30 000+  | 25 września 2024 |

## Wyróżnienia
| Rok  | Konkurs        | Kategoria          | Rezultat  |
| ---- | -------------- | ------------------ | --------- |
| 2025 | Fryderyki 2025 | Album roku hip hop | Nominacja |